# Prosaptia stellatosetosa
Prosaptia stellatosetosa är en stensöteväxtart som först beskrevs av Edwin Bingham Copeland, och fick sitt nu gällande namn av Barbara S. Parris. Prosaptia stellatosetosa ingår i släktet Prosaptia och familjen Polypodiaceae.
Artens utbredningsområde är Nya Guinea. Inga underarter finns listade.